# Melittia chalciformis
Melittia chalciformis is een vlinder uit de familie van de wespvlinders (Sesiidae).
De wetenschappelijke naam van de soort werd in 1793 als Sesia chalciformis gepubliceerd door Johann Christian Fabricius. De soort komt voor in het Oriëntaals gebied.

## Synoniemen
- Sphinx bombyliformis Stoll, 1782
- Melittia anthedoniformis Hübner, 1819
- Melittia bombylipennis Boisduval, 1875
- Melitta arrecta Meyrick, 1918